# マイケル・S・ハート
マイケル・S・ハート（Michael Stern Hart、1947年3月8日 - 2011年9月6日）は、アメリカ合衆国の著作家、発明家。電子書籍 (eBook)の発明者として、また、電子書籍をインターネットで無料で公開するプロジェクトであるプロジェクト・グーテンベルクの創設者として知られる。同プロジェクトの初期の投稿のほとんどはハート自身が入力していた。

## 生い立ち
マイケル・ハートの父は事務員、母は第二次世界大戦時に暗号解読者として従軍したのち小売店の事務責任者を務めていた。1958年、一家はアーバナ (イリノイ州)に引越しし、両親はそれぞれシェイクスピア研究、算数・数学教育を専門とする教授になった。ハートはイリノイ大学アーバナ・シャンペーン校に入学しわずか2年間で卒業した。大学院には入学したが修了はしなかった。

## プロジェクト・グーテンベルク
イリノイ大学に在籍していた当時、ハートは計算機センターからユーザーアカウントをもらっていた。彼の兄弟の親友がメインフレームオペレータだったためである。計算機の利用目的はデータ処理が中心だったが、ハートはその計算機があるネットワーク（その一部はのちのインターネットとなる）に接続されていることを認識しており、自分の計算機利用時間を割いて情報の配布をすることを選んだ。1971年7月4日にアカントを作成してもらったあと、何をするかを考えたことを次のように述懐している。その夜の花火を見た帰り、彼は食料品店で配布されていたアメリカ独立宣言を一部受け取った。ふと思いついてそれをテレタイプ端末で入力したが、多人数に電子メールで送信するのは無理なことに気づいた。「システムクラッシュ」を避けるためには、個人個人にダウンロードしてもらわなければならなかったのである。
これがプロジェクト・グーテンベルクの始まりだった。ハートは聖書、ホメーロス、ウィリアム・シェイクスピア、マーク・トウェインなどの古典を入力していき、1987年には、合計313冊の入力を終えた。その後イリノイ大学のPCユーザーグループと大学所属のプログラマ Mark Zinzow の協力を得て、ボランティアを募集し、ミラーリングのためのインフラストラクチャーやメーリングリストを整備することができた。これによってプロジェクトは高速に発展することができた。
プロジェクト・グーテンベルクのミッションステートメントは次のとおりだった。
"Encourage the Creation and Distribution of eBooks" （電子書籍の製作と配布を奨励する）
"Help Break Down the Bars of Ignorance and Illiteracy" （無知と文盲の壁を壊すのを助ける）
"Give As Many eBooks to As Many People As Possible" （できるだけ多くの電子書籍をできるだけ多くの人々に届ける）

## その他の活動
ハートは著作家であり、その作品はプロジェクト・グーテンベルクのサーバで無料で公開されている。また、自己複製機械を作ることを目的としたRepRap_プロジェクトのメンバーでもあった。

### インタビュー
- (英語) Mike Hart (article), netpanel, (September 6, 1997).[リンク切れ]
- “Guru of Internet never made millions off it” (英語), The News Gazette, (March 19, 2000).[リンク切れ]
- Poynder, Richard (英語), Michael Hart (Interview).
- (英語) Project Gutenberg’s Founder, the Inventor of the eBook (Interview), Fried Beef.[リンク切れ]
- (テルグー語) Michael Hart and Greg Newby (interview), Pustakam.